# Musée Ingres Bourdelle
Das Musée Ingres Bourdelle, vormals Musée Ingres, ist ein Kunst- und Archäologiemuseum, welches sich im 17. Jahrhundert erbauten Bischofspalast von Montauban befindet. Das nach den beiden Künstlern Jean-Auguste-Dominique Ingres und Antoine Bourdelle benannte Museum beherbergt eine bedeutende Sammlung ihrer Werke sowie Gemälde alter Meister, Kunsthandwerk und archäologische Fundstücke.

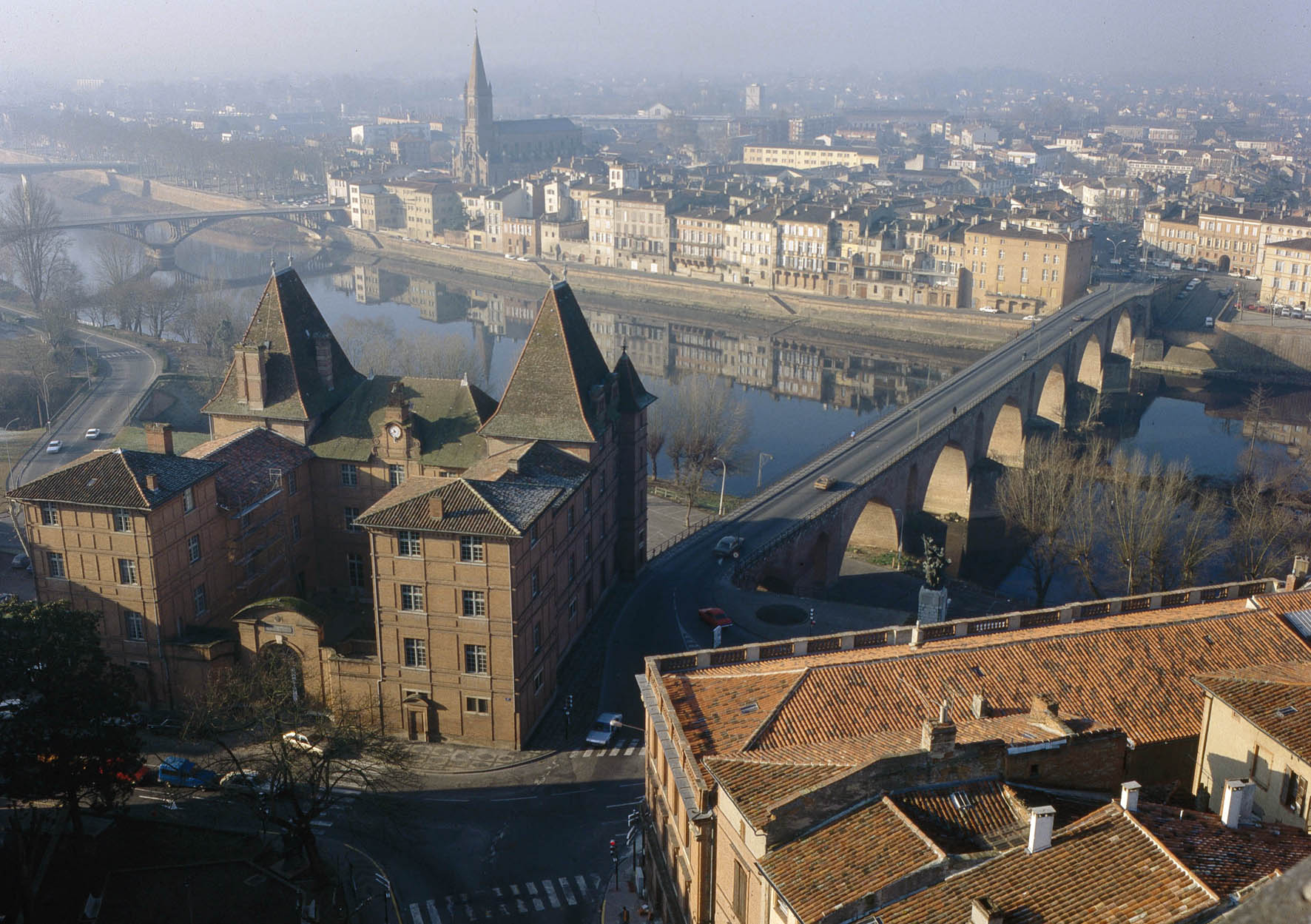
Musée Ingres Bourdelle. Eingangsseite

Nach einer umfassenden Renovierung und Modernisierung wurde das Musée Ingres im Dezember 2019 als Musée Ingres Bourdelle wiedereröffnet. Es ist das einzige Museum der Welt, das Jean-Auguste-Dominique Ingres gewidmet ist und beherbergt eine bedeutende Sammlung von Zeichnungen und Gemälden des Künstlers sowie Skulpturen von Antoine Bourdelle.

## Geschichte
Der Vorgängerbau des heutigen Museums war eine mittelalterliche Burg. Nach der Schleifung der Festung wurde auf ihren Grundmauern zwischen 1664 und 1680 ein Bischofspalast errichtet (Architekt: Bernard Campmartin). Während der Französischen Revolution wurde der Bischofspalast konfisziert und die Stadtverwaltung von Montauban zog dort ein. Bereits 1828 wurde ein erstes Museum eingerichtet, das 1843 um 68 Gemälde aus dem Nachlass des ehemaligen Bürgermeisters Baron Vialètes de Mortarieu erweitert wurde. Die Sammlung wurde in einem Saal des ehemaligen Bischofspalastes ausgestellt, der nach der Revolution zum Hôtel de Ville (Rathaus) und später zum Musée Ingres wurde. 
Das Museum belegte ab 1909 den gesamten Palast. Seitdem hat das Museum seine Bestände kontinuierlich erweitert und insbesondere mehrere Werke des Bildhauers Antoine Bourdelle erhalten.
1910 wurde der Bischofspalast als Monument historique klassifiziert.
Vor dem Hintergrund des sich anbahnenden Zweiten Weltkriegs wurden zahlreiche Werke aus dem Louvre in Paris entfernt und an sicheren Orten versteckt. Das Musée Ingres fungierte vorübergehend als Versteck für die Mona Lisa sowie einer Vielzahl weiterer Werke aus dem Louvre.

## Sammlung
1851 vermachte Jean-Auguste-Dominique Ingres dem damaligen Musée de Montauban mehrere Gemälde und Antiquitäten aus seiner Sammlung. Bei seinem Tod 1867 erhielt das Museum, vor allem auf Drängen seines Nachlassverwalters und Schülers, des Montaubaner Malers Armand Cambon, ein weiteres Vermächtnis von 4.500 Zeichnungen, 20 Gemälden und persönlichen Gegenständen wie Ingres’ Geige („Violon d’Ingres“ entspricht etwa dem deutschen „Steckenpferd“ oder „Hobby“). Heute besitzt das Museum 44 seiner Gemälde, nur der Louvre in Paris besitzt mehr Arbeiten (50 Gemälde).

## Schenkung Bourdelle
Unmittelbar nach dem Tod von Antoine Bourdelle bemühte sich seine Witwe, Cléopâtre Sévastos-Bourdelle, um die Gründung eines Museums zu Ehren Bourdelles in Paris. Sie wollte auch das Andenken ihres Mannes in seiner Heimatstadt Montauban ehren. Sie stiftete der Stadt Montauban zwei Gipsabgüsse (La Tête de la France und La Jeune Bacchante) und später vier Gipsreliefs, die aus den Vorarbeiten für die Bühnenbilder des Théâtre des Champs-Elysées in Paris stammten (La Sculpture et L’Architecture, La Tragédie, La Danse et La Musique).

Später wurde die Bourdelle-Sammlung in Montauban durch Schenkungen von Nachkommen und Freunden Bourdelles (Jeunesse, Büste von Achille Bouis, Büste von Coquelin cadet usw.) sowie durch Deposita des Musée Bourdelle in Paris von seiner Tochter Rhodia Dufet-Bourdelle bereichert, darunter der Originalgips von Bourdelles Hauptwerk Herakles tötet die stymphalischen Vögel (französisch: Héraklès tue les oiseaux du lac Stymphale).

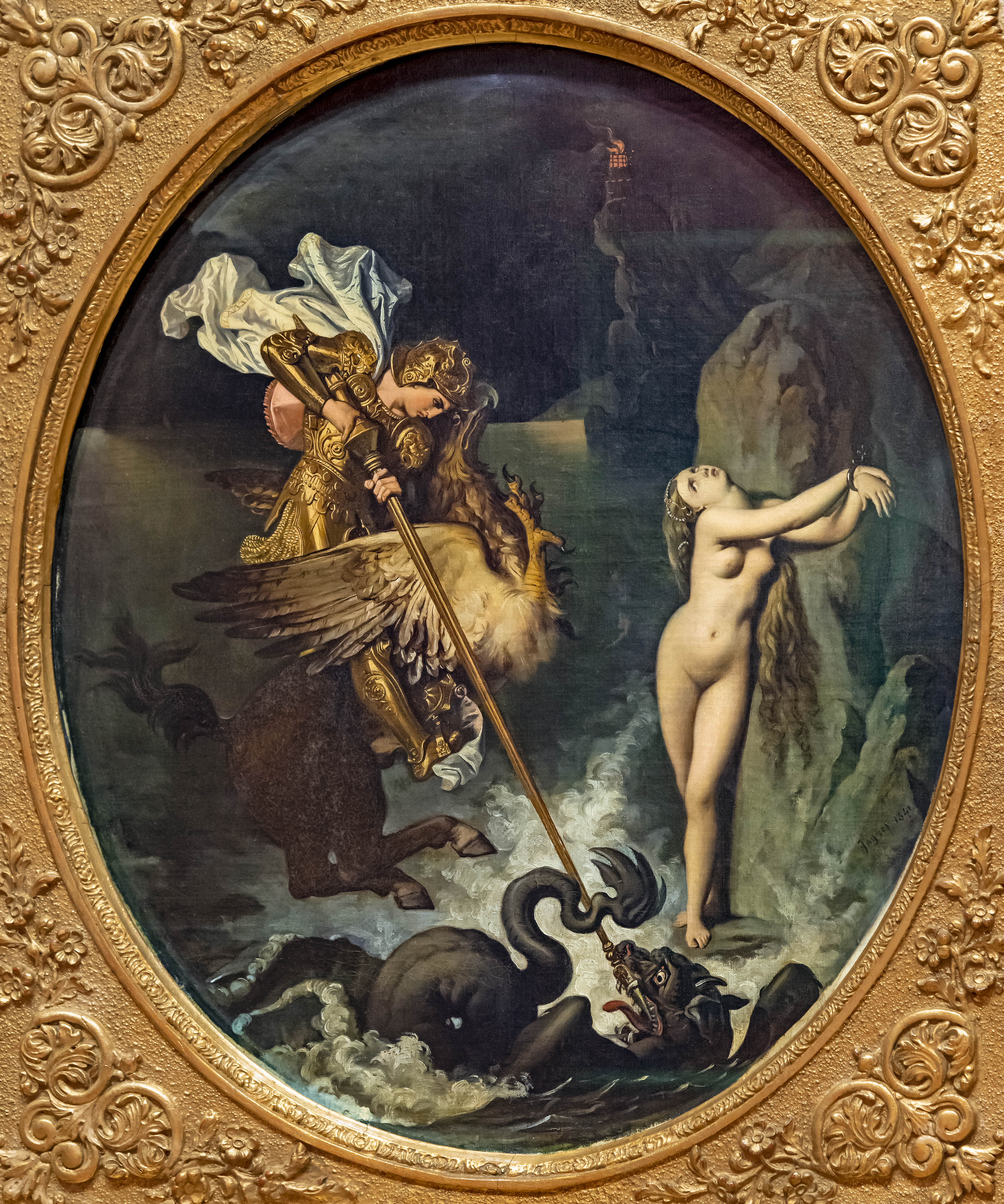
Jean-Auguste-Dominique Ingres: Roger befreit Angelique
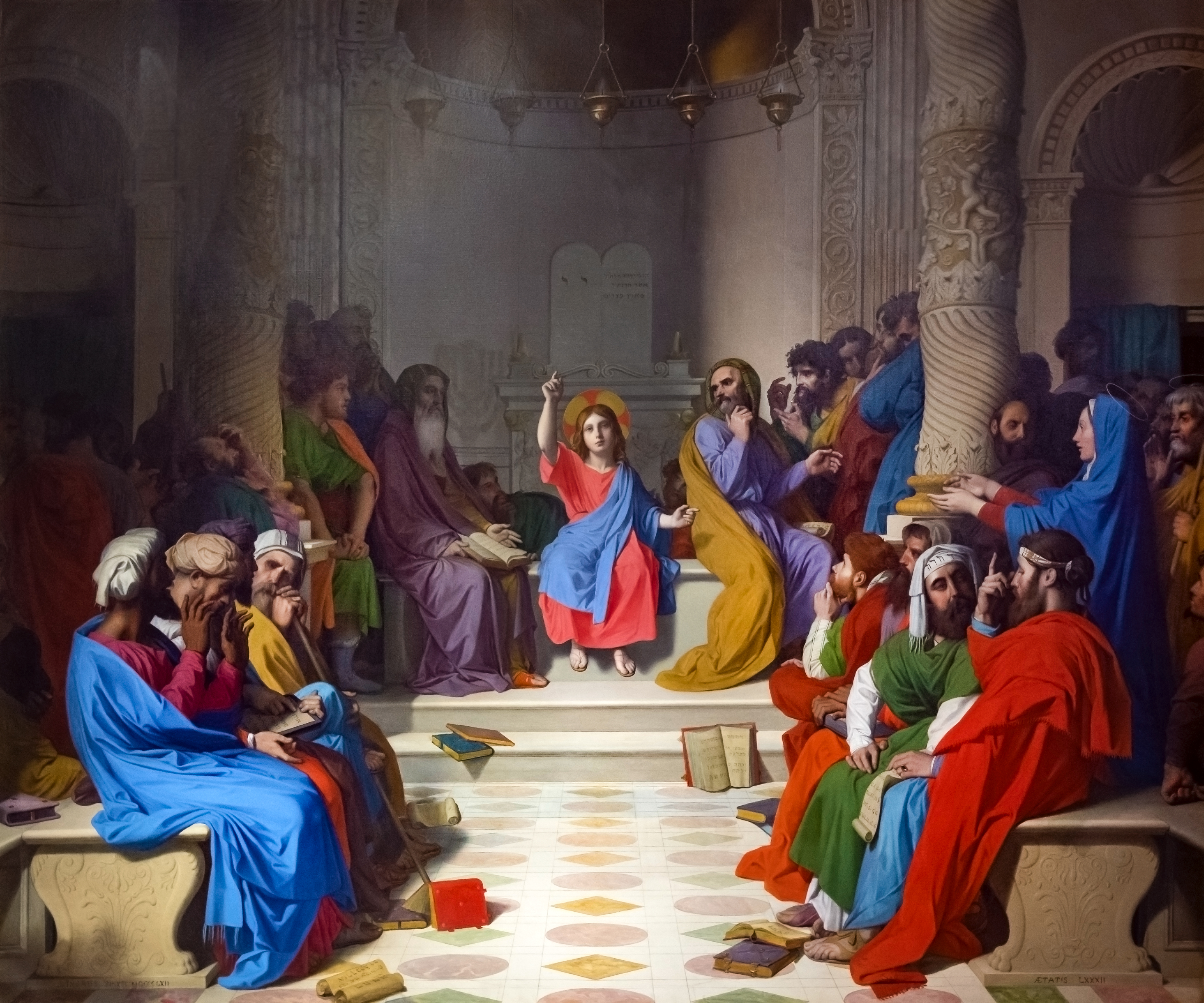
Jean-Auguste-Dominique Ingres: Jesus unter den Schriftgelehrten
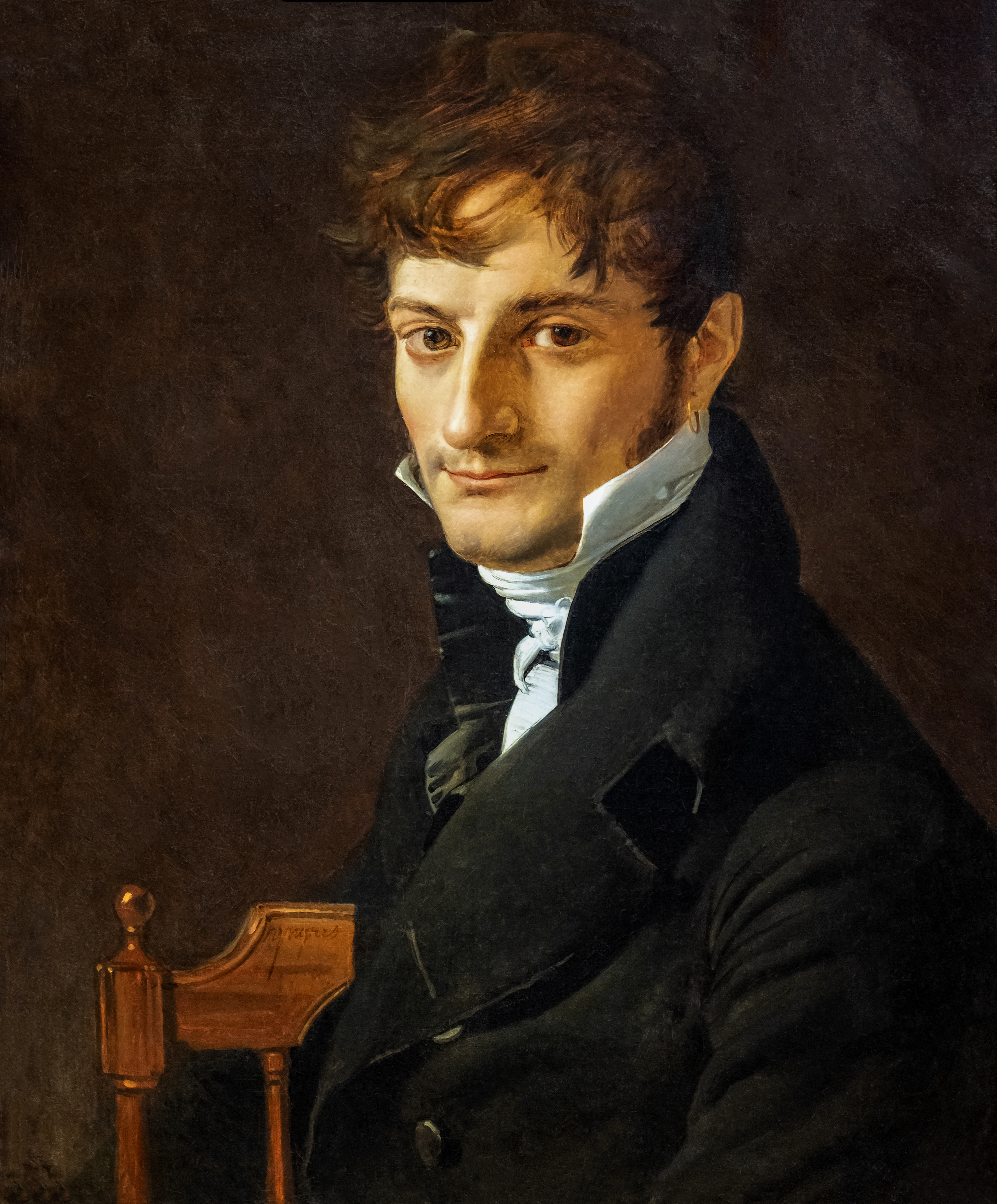
Jean-Auguste-Dominique Ingres: Porträt von Belvèze-Foulon
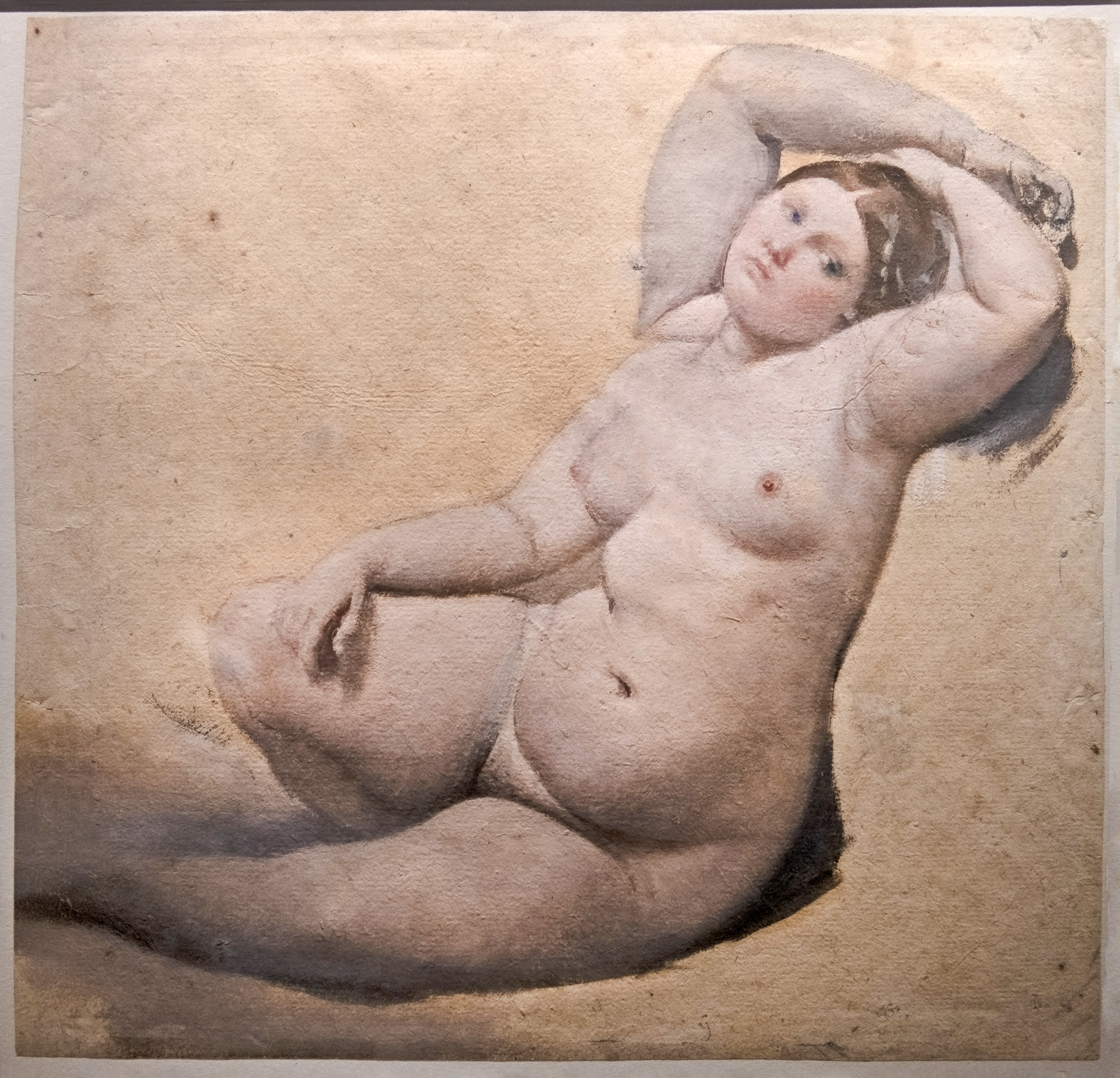
Jean-Auguste-Dominique Ingres: Die Frau mit den drei Armen
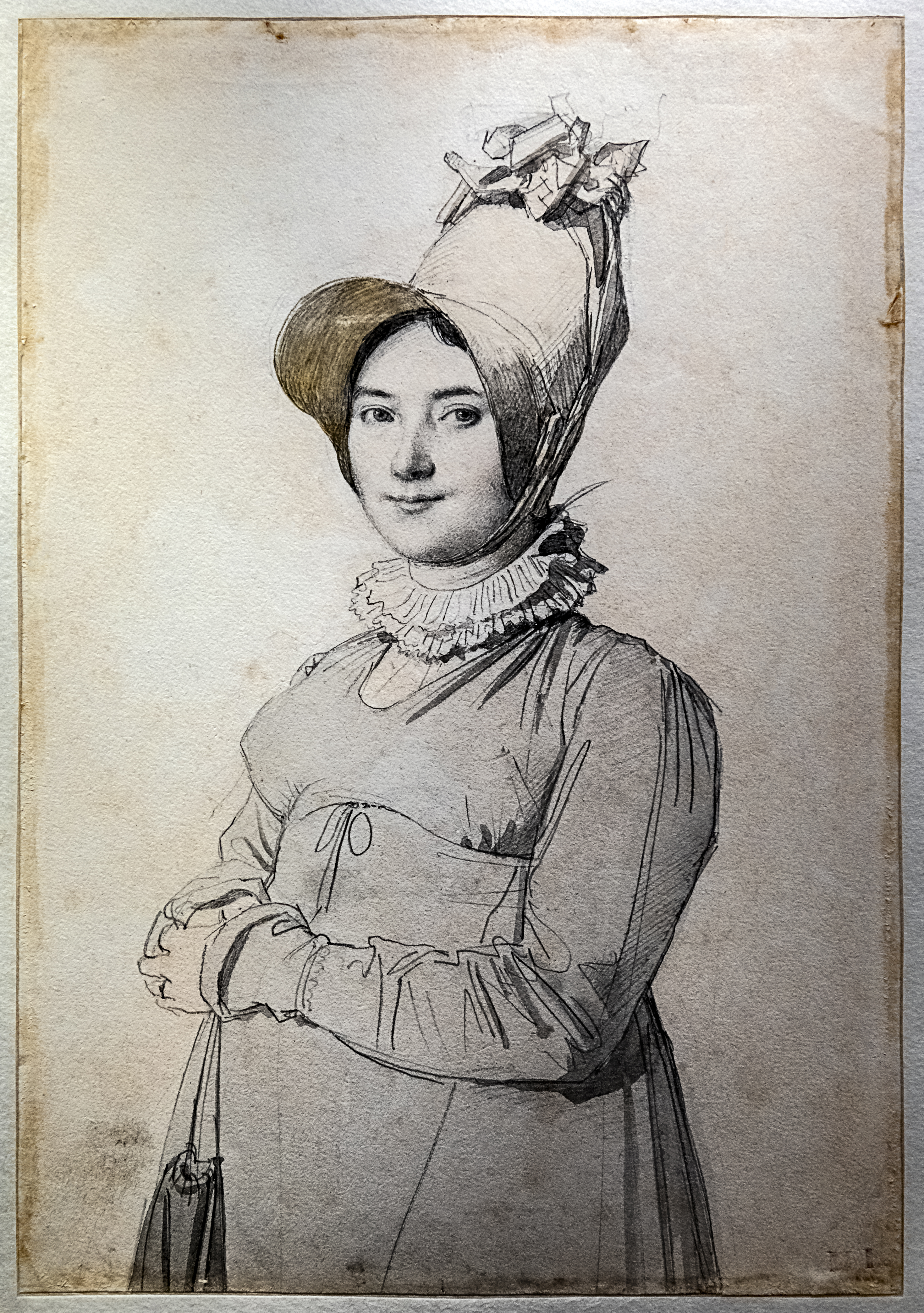
Jean-Auguste-Dominique Ingres: Die schwangere Madeleine Chapelle, 1814
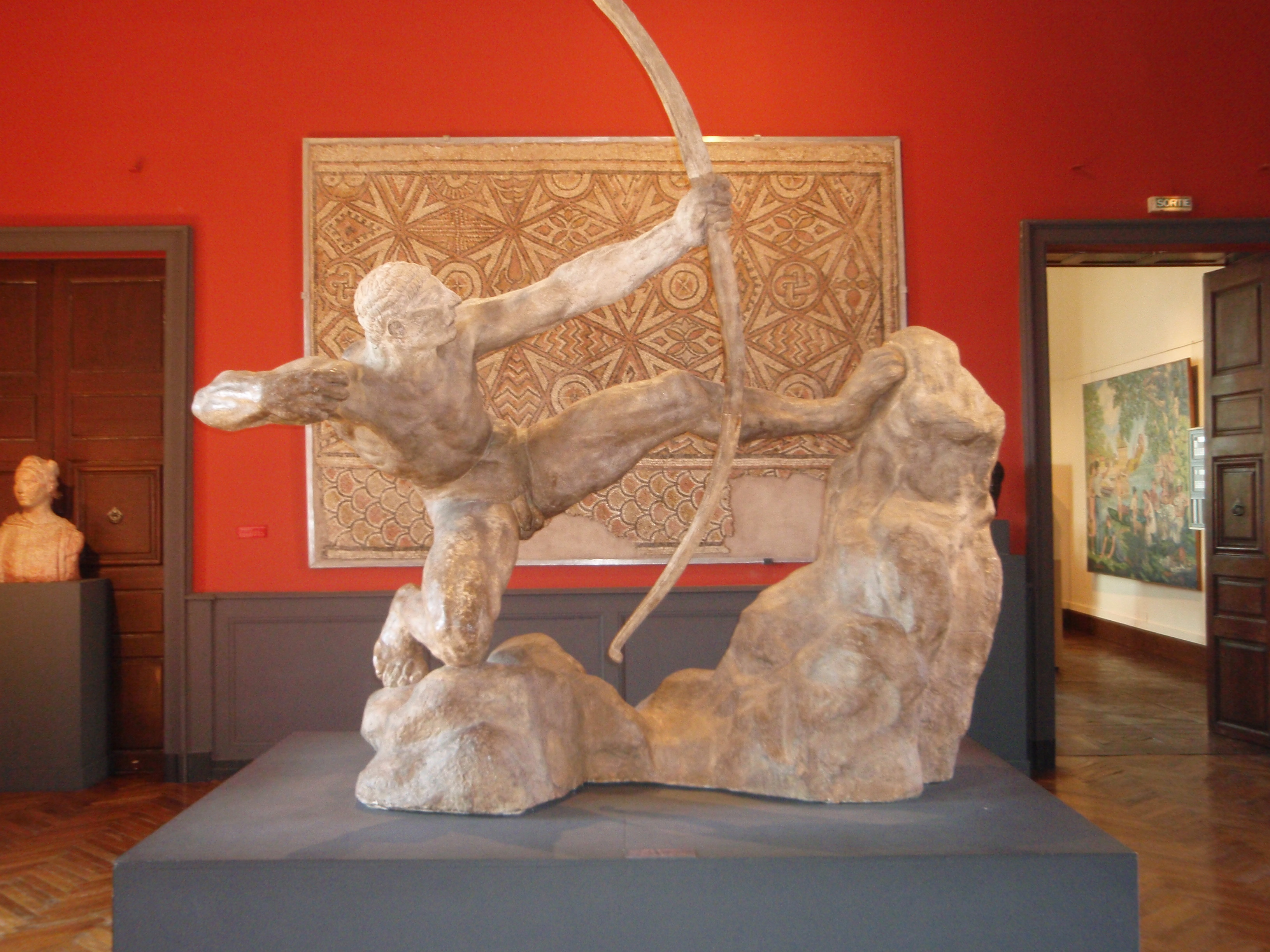
Antoine Bourdelle: Herkules als Bogenschütze
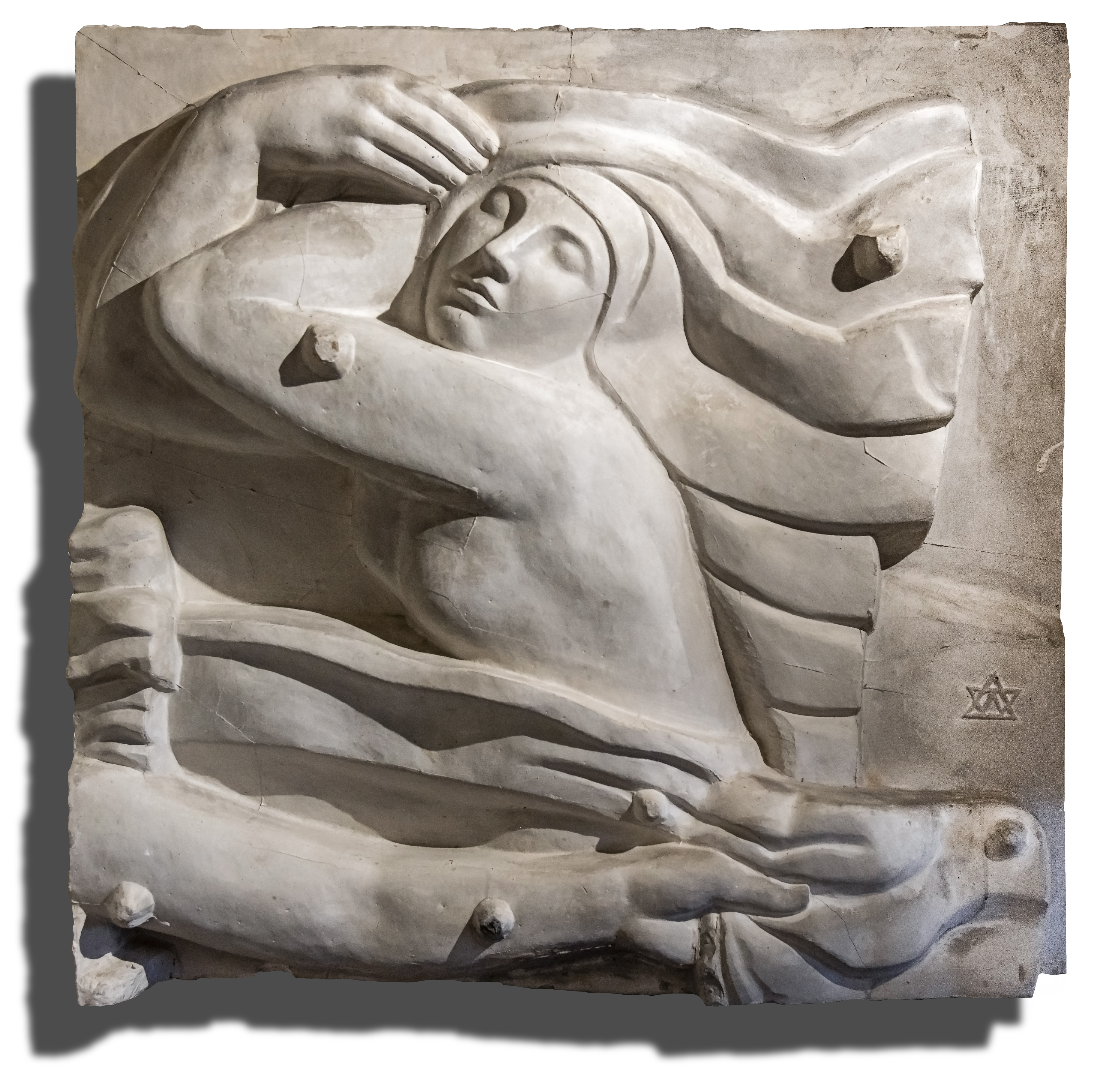
Antoine Bourdelle: Die "zerzauste" Muse, 1912
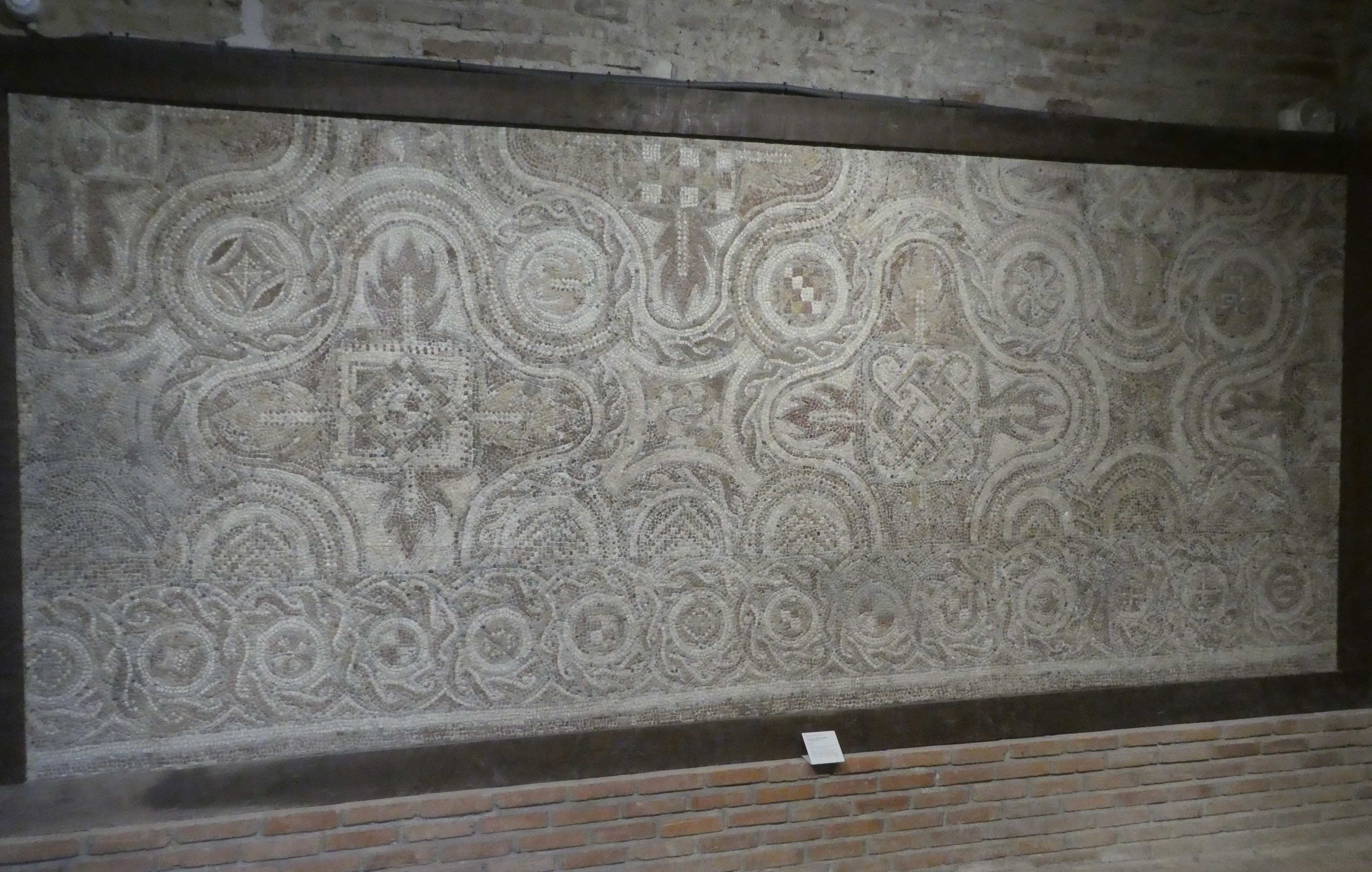
Gallo-römisches Mosaik
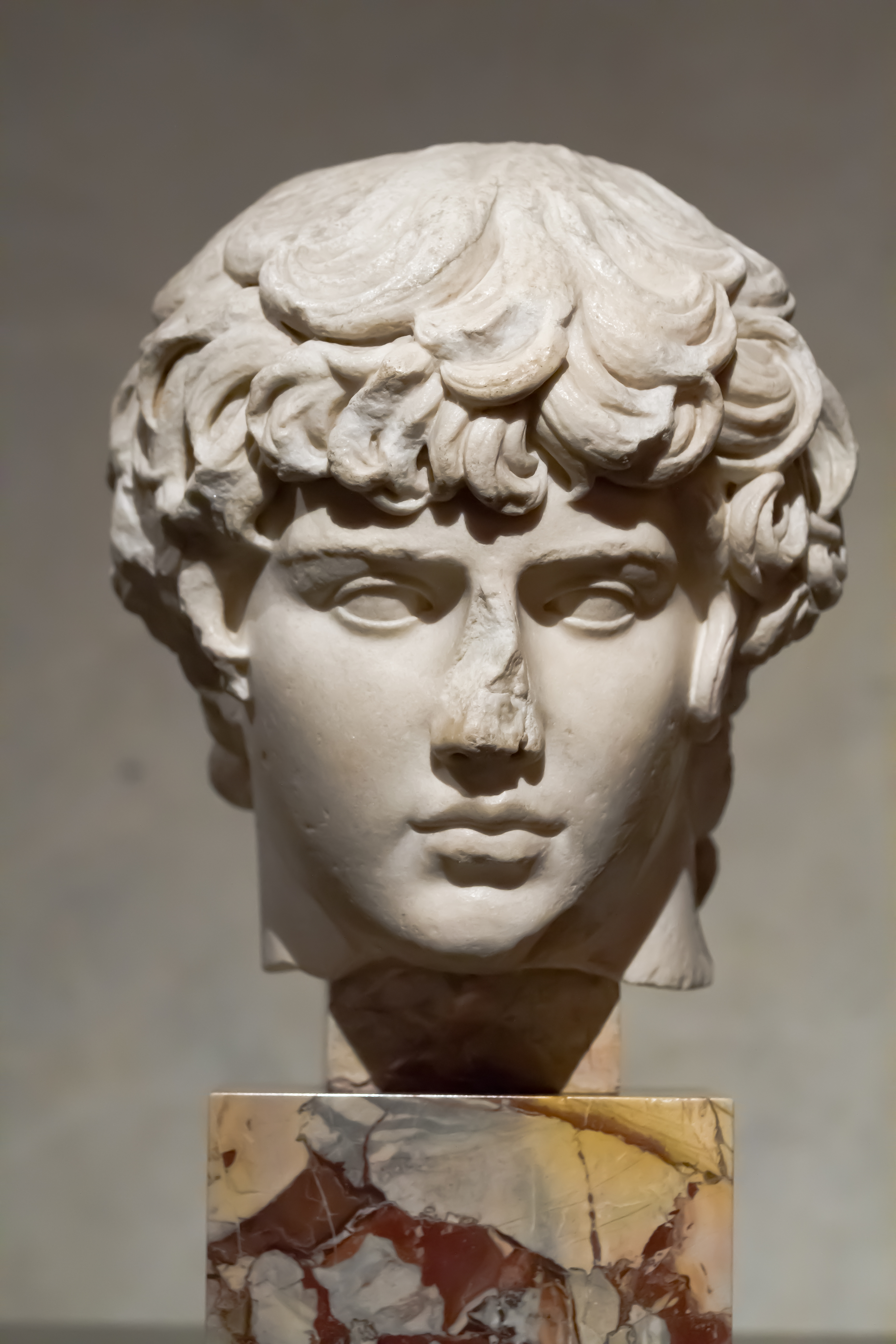
Römische Kunst: Kopf des Antinous.
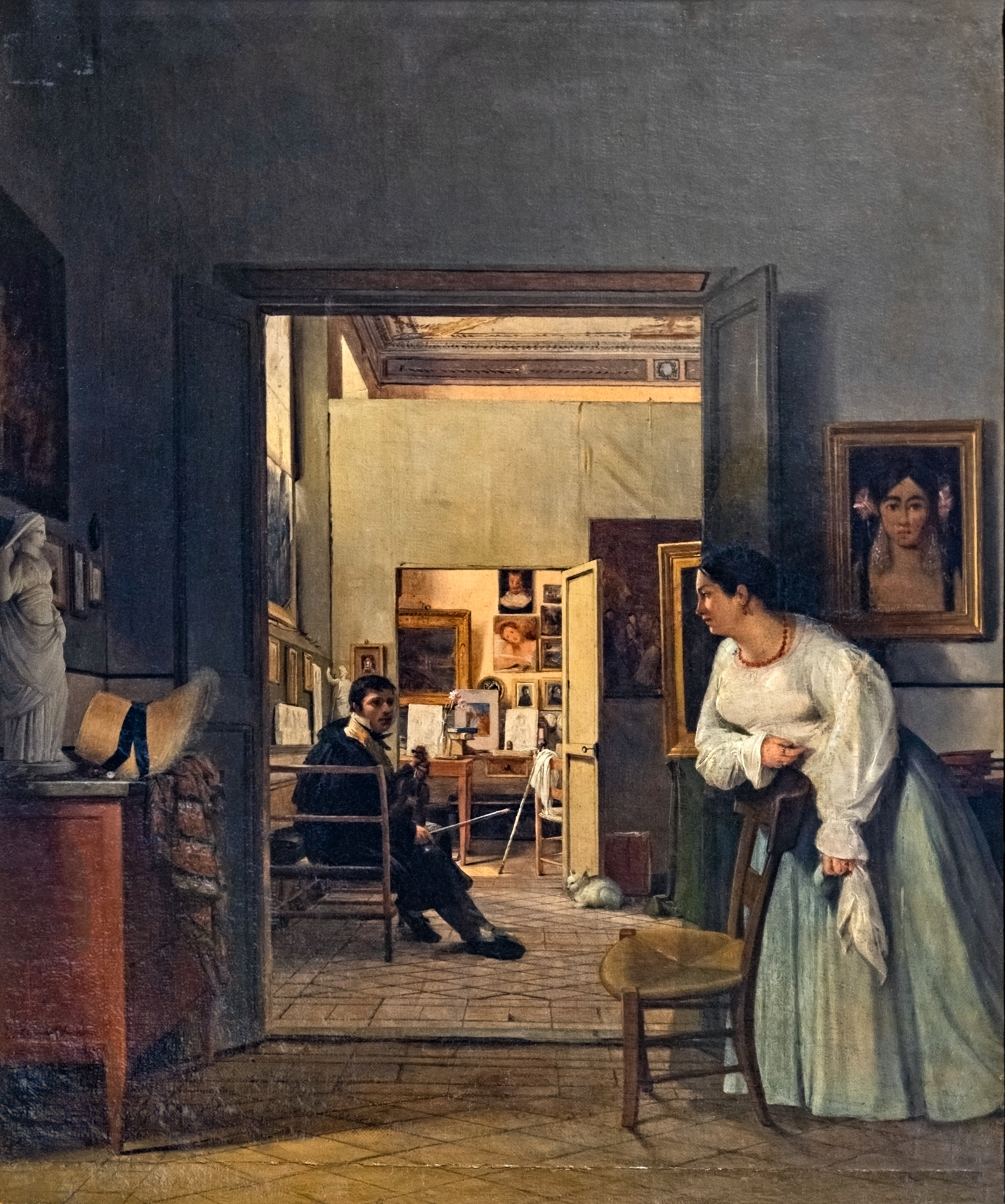
Jean Alaux: Das Atelier von Ingres in Rom 1818